# يوجين هوليداي
يوجين هوليداي هو سياسي هولندي، ولد في 14 ديسمبر 1962 في فيليبسبورج في مملكة هولندا. انتخب Governor of Sint Maarten ‏.

## وصلات خارجية
- الموقع الرسمي